# Фонтен-Сесине
Фонтен-Сесине (фр. Fontaine-Seyssinet) — кантон во Франции, департамент Изер, регион Рона — Альпы, округ Гренобль. INSEE код кантона — 3806. Кантон был создан в 1985 году (3 коммуны), а в 2015 году количество коммун в нём увеличилось до 4.

## Население
Согласно переписи 2012 года (считается население коммун, которые в 2015 году были включены в кантон) население Фонтен-Сесине составляло 37 386 человека. Из них 24,0 % были младше 20 лет, 17,3 % — старше 65. 32,6 % имеет высшее образование. Безработица — 10,0 %.

## Коммуны кантона
В кантон входят 3 коммуны и частично Фонтен.
| Коммуна       | Название по-французски | Население, чел. (2012) | Площадь | Код INSEE | Изображение |
| ------------- | ---------------------- | ---------------------- | ------- | --------- | ----------- |
| Кле           | Claix                  | 7727                   | 24,12   | 38111     |             |
| Фонтен        | Fontaine               | 22050                  | 6,74    | 38169     |             |
| Сесине-Паризе | Seyssinet-Pariset      | 12147                  | 10,65   | 38485     |             |
| Сесен         | Seyssins               | 6970                   | 8,00    | 38486     |             |

## Политика
| Мандат | Мандат | Представитель              |  | Партия              |
| ------ | ------ | -------------------------- |  | ------------------- |
| 1985   | 1988   | Эдмон Агиар                |  | беспартийные правые |
| 1988   | 2001   | Дидье Миго                 |  | СП                  |
| 2001   | 2015   | Катрин Брет                |  | партия зелёных      |
| 2015   | 2021   | Кадра Гэйард и Гийом Лисси |  | союз левых          |

Согласно закону от 17 мая 2013 года избиратели каждого кантона в ходе выборов выбирают двух членов генерального совета департамента разного пола. Они избираются на 6 лет большинством голосов по результату двух туров выборов.
В первом туре кантональных выборов 22 марта 2015 года в Фонтен-Сесине баллотировались 4 пар кандидатов (явка составила 50,75 %). Во втором туре 29 марта, Кадра Гэйард и Гийом Лисси были избраны с поддержкой 53,46 % на 2015—2021 годы. Явка на выборы составила 49,83 %.
| Мандат | Мандат | Кандидаты                            |                | Партия             | Первый тур | Первый тур     | Второй тур | Второй тур |
| Мандат | Мандат | Кандидаты                            | Кол-во голосов | Партия             | % голосов  | Кол-во голосов | % голосов  |            |
| ------ | ------ | ------------------------------------ | -------------- | ------------------ | ---------- | -------------- | ---------- | ---------- |
| 2015   | 2021   | Кадра Гэйард и Гийом Лисси           |                | союз левых         | 6490       | 36,50          | 5 650      | 53,46      |
| 2015   | 2021   | Франсуа Гилабер и Мари-Ноэль Стрекер |                | союз правых        | 3371       | 26,29          | 4568       | 46,54      |
| 2015   | 2021   | Мари Этеве и Жан-Мари Птитган        |                | Национальный фронт | 3112       | 24,27          | -          | -          |
| 2015   | 2021   | Эммануэль Бибар и Франсуа Жабан      |                | беспартийные       | 1659       | 12,94          | -          | -          |